# 天主教阿索格斯教區
天主教阿索格斯教區（拉丁語：Dioecesis Azoguensis）是厄瓜多爾一個羅馬天主教教區，屬昆卡總教區。
教區成立於1968年6月26日，位於卡尼亞爾省。2006年有教友208,000人（佔轄區總人口99.0%）、卅三個堂區、卅六名司鐸。目前教區主教為嘉祿·阿尼瓦爾·阿爾塔米拉諾·阿圭略。